# Йост Кристиан фон Щолберг-Росла
Йост Кристиан фон Щолберг-Росла (на немски: Jost Christian Graf zu Stolberg-Rossla; * 24 октомври 1676, Ортенберг в Хесен; † 17 юни 1739, Росла в Харц, Саксония-Анхалт) от фамилията Щолбер е от 1706 г. граф на Щолберг-Росла-Ортенберг.

## Произход и управление
Той е малкият син, седмото дете, на граф Кристоф Лудвиг I фон Щолберг-Щолберг (1634 – 1704) и съпругата му ландграфиня Луиза Кристина фон Хесен-Дармщат (1636 – 1697), дъщеря на ландграф Георг II фон Хесен-Дармщат (1605 – 1661) и принцеса София Елеонора Саксонска (1609 – 1671), дъщеря на курфюрст Йохан Георг I от Саксония.
Йост Кристиан помага на баща си в управлението. „Щолберг-Щолберг“ е поделен през 1706 г. между двете линии Щолберг-Щолберг и Щолберг-Росла. По-големият му брат Кристоф Фридрих (1672 – 1738) става граф на Щолберг-Щолберг.
Йост Кристиан фон Щолберг-Росла умира на 17 юни 1739 г. на 62 години в Росла, днес част от Сюдхарц в Саксония-Анхалт, Германия.

## Фамилия
Първи брак: на 1 октомври 1709 г. в дворец Илзенбург с графиня Емилия/Амелия Августа фон Щолберг-Гедерн (* 11 май 1687, Гедерн; † 30 юни 1730, Росла), по-голяма сестра на Кристиан Ернст фон Щолберг-Вернигероде (1691 – 1771), дъщеря на граф Лудвиг Кристиан фон Щолберг-Гедерн (1652 – 1710) и графиня Кристина фон Мекленбург-Гюстров (1663 – 1749). Те имат децата:
- Луиза Кристина фон Щолберг-Росла (* 6 ноември 1710, Ортенберг – 10 март 1711, Ортенберг)
- Кристиана Албертина фон Щолберг-Росла (* 16 април 1713, Росла – 3 февруари 1790, Росла), неомъжена
- Фридрих Бото фон Щолберг-Росла (* 13 май 1714, Росла – 8 март 1768, Росла), наследствен граф и наследник, женен на 21 ноември 1746 г. в Остерщайн при Гера за графиня София Хенриета Доротея Ройс (1723 – 1789)
- Ернст Август фон Щолберг-Росла (* 6 февруари 1715, Росла – 7 декември 1774, Росла), полковник в Брауншвайг, неженен
- Луиза Шарлота фон Щолберг-Росла (* 5 юни 1716, Росла – 15 юни 1796, Щолберг), омъжена на 4 март 1737 г. в Росла за първия и братовчед граф Кристоф Лудвиг II фон Щолберг-Щолберг (1703 – 1761)
- София Ернестина фон Щолберг-Росла (* 3 юни 1717, Росла – между 28 февруари/1 март 1751, Росла), неомъжена
- Ото Казимир фон Щолберг-Росла (* 1 юли 1718, Росла – 13 март 1798, Росла), неженен
- Кристоф Лудвиг фон Щолберг-Росла (* 16 юли 1719, Росла – 18 юни 1720, Росла)
- Луиза Хенриета фон Щолберг-Росла (* 11 декември 1720, Росла – 4 януари 1795, Шроцберг, Щутгарт), омъжена на 24 април 1746 г. в Росла за граф Кристиан Лудвиг Мориц фон Хоенлое-Ингелфинген (1704 – 1758), полковник в Дания
- Йост Кристиан фон Щолберг-Росла Млади (* 23 август 1722, Росла – 10 октомври 1749, Бреслау, Силезия), неженен
- Кристина Елеонора фон Щолберг-Росла (* 21 ноември 1724, Ортенберг – 26 февруари 1725, Росла), неомъжена
- Йохан Мартин II фон Щолберг-Росла (* 6 януари 1728, Росла – 8 октомври 1795, Ортенберг), женен на 6 януари 1765 г. в Хахенбург за бургграфиня и графиня София Шарлота фон Кирхберг-Хахенбург (1731 – 1772)
- ранороден син (*/† 26 юни 1730).

Съпругата му умира на 30 юни 1730 г. след раждането на мъртъв син.
Втори брак: Йост Кристиан фон Щолберг-Росла се жени (морганатичен брак) тайно за Августа Елеонора Гебзер († 20 октомври 1749, Викероде), дъщеря на анхалтския амтман Йоханн Вилхелм Гебзер от Гернроде. През 1736 г. той успява да я издигне на благородничка фон Зеемен и те имат четири деца:
- Кристиана фон Зеемен, омъжена във Викероде 1752 г. за Готлоб Карл Фридрих фон Зандер
- Йост Кристиан фон Зеемен († сл. 1782)
- Августа Кристиана фон Щолберг-Росла?
- Каролина Вилхелмина фон Щолберг-Росла? († 7 юли 1793)

В завещанието си от 10 септември 1738 г. той задължава наследника си, граф Фридрих Бото фон Щолберг-Росла, да плаща годишно 300 талера на втората му съпруга и всяко дете да получава по 100 талера. След смъртта на Йост Кристиан фон Щолберг-Росла вдовицата му Августа Еленора фон Зеемен живее в имението във Викероде (днес част от Сюдхарц), където умира през края на 1749 г.